# Кулик Ілля Олександрович
Ілля Олександрович Кулик  (рос. Илья Александрович Кулик, 23 травня 1977) — російський фігурист, олімпійський чемпіон.

## Виступи на Олімпіадах
| Олімпіада   | Дисципліна       | Місце |
| ----------- | ---------------- | ----- |
| Нагано 1998 | одиночний розряд | 1     |